# Tegalsono
Tegalsono is een bestuurslaag in het regentschap Probolinggo van de provincie Oost-Java, Indonesië. Tegalsono telt 2526 inwoners (volkstelling 2010).